# سایرت متکل
سایِرِت (به عبری: סיירת מטכ"ל) به معنای: یگان تکاوران ستاد کل، نام یگان تکاوری ابر ویژه ستاد کل فرماندهی و عملیات ارتش اسرائیل که بالاترین مرجع نظامی در اسرائیل به‌شمار می‌رود. این یگان یکی از سه یگان ابر ویژه اصلی در ارتش اسرائیل و پرافتخارترین یگان ابر ویژه در نیروهای دفاعی اسرائیل شناخته می‌شود. نیروهای این یگان مستقیماً از فرماندهی ارشد کل ارتش اسرائیل دستور می‌گیرند. این نیروها مسئولیت تمامی «عملیات‌های ضدتروریستی»، «عملیات‌های پنهانی و مخفی در عمق خاک دشمن» و توانایی «آفند ضربتی هم‌زمان» را بر دوش‌ دارند.

## جنگ‌ها و نبردهای کلاسیک سایرت متکل
فهرست زیر شامل نبردهای رسمی و جنگ‌هایی است که یگان سایرت مکتَل رسماً در آن‌ها شرکت داشته‌است.
- جنگ شش روزه
- جنگ اصطکاک
- جنگ یوم کیپور
- جنگ لبنان (۱۹۸۲)
- درگیری‌های جنوب لبنان ۱۹۸۲ تا ۲۰۰۲
- انتفاضه اول
- جنگ اول خلیج فارس
- جنگ لبنان (۲۰۰۶)

## افراد مشهور عضو یگان سایرت متکل
افراد مشهور از جمله مقامات ارشد کشوری و لشکری اسرائیل در دورانی، در یگان فوق ویژه سایرت متکل عضویت داشتند. از آن جمله می‌توان به این افراد اشاره کرد.
- ایهود باراک - فرمانده یگان سایرت متکل، بعدها فرمانده ستاد کل فرماندهی و عملیات ارتش اسرائیل و نخست‌وزیر اسرائیل.
- بنیامین نتانیاهو - رهبر بخشی از یگان سایرت متکل و بعدها نخست‌وزیر اسرائیل.
- یوناتان نتانیاهو - نایب فرمانده یگان سایرت متکل، که در طول عملیات آزادسازی گروگانهای اسرائیلی در اوگاندا کشته شد. او برادر بنیامین نتانیاهو بود.
- شائول موفاز - نایب فرمانده یگان سایرت متکل، پس از رسیدن به درجه سپهبدی به فرماندهی ستاد کل ارتش اسرائیل و وزارت دفاع اسرائیل منصوب شد. (متولد تهران، ایران)
- موشه یالون - فرمانده یگان سایرت متکل، بعدها فرمانده ستاد کل فرماندهی و عملیات ارتش اسرائیل.
- دانی یاتوم - نایب فرمانده یگان سایرت متکل، بعدها سپهبد و رئیس موساد و عضو کنست اسرائیل.
- اَوی دیچتر - عضو یگان سایرت متکل، بعدها رئیس سازمان اطلاعات و امنیت داخلی (شاباک) و بعدها وزیر امنیت داخلی.
- گبی اشکنازی - فرمانده یگان سایرت متکل، بعدها فرمانده ستاد کل فرماندهی و عملیات ارتش اسرائیل.
- دیوید بارنیا - رییس کنونی موساد

همچنین بسیاری دیگر از ژنرالهای ارتش اسرائیل و اعضای کنیست، زمانی در یگان فوق ویژه سایرت متکل عضویت داشتند.

## عملیات‌های افشا شده
برای سال‌ها ارتش اسرائیل، وجود نیروهایی به نام یگان سایرت متکل را انکار می‌کرد. فهرست زیر شامل عملیات‌هایی است که جزو «جنگ‌های کلاسیک» نبوده و تنها دارای جنبه عملیاتی، جهت ضربه زنی به دشمن و با اهداف مختلف برنامه‌ریزی و اجرا شدند. یگان سایرت مکتَل رسماً در این عملیات‌ها شرکت داشته‌است.
- ۱۹۶۸ - عملیات تکان سخت - خرابکاری در چند نیروگاه و پل‌های بر روی رود نیل در مصر. (به همراه نیروی هوایی ارتش اسرائیل)
- ۱۹۶۸ - عملیات هدیه - خرابکاری در چهارده شرکت هواپیمایی عربی در فرودگاه بین‌المللی بیروت، لبنان.
- ۱۹۶۹ - عملیات باغ میوه ۲۲ و عملیات باغ میوه ۳۷ - حمله به سیم‌های انتقال برق فشار قوی و یک نیروگاه برق در مصر.
- ۱۹۶۹ - عملیات بولموس ۶ - حمله به استحکامات نظامی جزیره سبز در مصر. (به همراه نیروهای یگان فوق ویژه شایتت ۱۳)
- ۱۹۶۹ - عملیات خروس ۵۳ - تصرف تمامی ایستگاه‌های رادار در مصر. (به همراه نیروهای یگان فوق ویژه سایرت شلدگ)
- ۱۹۷۰ - عملیات رودز - حمله به استحکامات نظامی جزیره شدوان در مصر. (به همراه نیروهای یگان فوق ویژه شایتت ۱۳)
- ۱۹۷۲ - عملیات ایزوتوپ - پایان دادن به بحران هواپیماربایی پرواز ۵۷۱ شرکت هواپیمایی سابینا در فرودگاه بین‌المللی تل‌آویو و نجات تمامی گروگانان.[۳]
- ۱۹۷۲ - عملیات در جعبه کردن ۳ - ربودن ۵ مأمور اطلاعاتی سرویس امنیتی سوریه.
- ۱۹۷۳ - عملیات بهار جوانی - ترور ابو یوسف و سه تن از رهبران گروه سپتامبر سیاه در بیروت، لبنان. (به همراه نیروهای یگان فوق ویژه شایتت ۱۳) که بخشی از «عملیات خشم خدا» بود.
- ۱۹۷۳ - عملیات تصرف دوباره تپه هرمون از تکاوران سوری در جریان جنگ یوم کیپور (به همراه نیروهای تیپ گولانی)
- ۱۹۷۳ - کمین در عمق خاک مصر و سوریه در طول جنگ یوم کیپور.
- ۱۹۷۴ - کشتار ماآلوت - پایان دادن به گروگان‌گیری و توقف کشتار دانش‌آموزان مدرسه ماآلوت.
- ۱۹۷۵ - عملیات ساووی - پایان دادن به گروگان‌گیری هتل ساووی در شهر تل‌آویو.
- ۱۹۷۶ - عملیات عنتبی - پایان دادن به ماجرای هواپیماربایی هواپیمای ایرفرانس در فرودگاه بین‌المللی عنتبی در اوگاندا و نجات گروگانان.
- ۱۹۷۸ - کشتار راه ساحلی - تعقیب و درگیری با شبهه نظامیان گروه ابو جهاد که یک اتوبوس مسافربری اسرائیلی را ربوده و با ۳۶ سرنشین آن منفجر کردند.
- ۱۹۸۰ - عملیات میسگاو آم - عملیات پایان دادن به گروگان‌گیری کیبوتس.
- ۱۹۸۴ - ماجرای کاو ۳۰۰ - عملیات پایان دادن به گروگان‌گیری یک اتوبوس مسافری.
- ۱۹۸۸ - عملیات قتل ابو جهاد حمله به مخفیگاه ابو جهاد در تونس و قتل وی. (با پشتیبانی نیروهای یگان فوق ویژه شایتت ۱۳)
- ۱۹۸۹ - ربودن شیخ عبدالکریم عبید در لبنان
- ۱۹۹۴ - ربودن مصطفی دیرانی در لبنان
- ۲۰۰۶ - حمله به نزدیکی مقر حزب‌الله لبنان در بعلبک